# Castillo de la Murta
El castillo de la Murta se encuentra en un cerro en el paraje denominado de la Murta en el término municipal de Agost.
Aunque en sus tiempos llegó a ser una fortaleza de gran importancia estratégica, actualmente sólo quedan unos restos que permiten conocer su antigua estructura.